# 達布尼 (阿肯色州)
達布尼（英語：Dabney）是位於美國阿肯色州范布倫縣的一個非建制地區。該地的面積和人口皆未知。

## 地理
達布尼的座標為35°37′54″N 92°47′12″W / 35.63167°N 92.78667°W，而該地的平均海拔高度為465米（即1526英尺）。